# アルコール検知器協議会
アルコール検知器協議会（アルコールけんちききょうぎかい、英語: Japan Breath Alcohol Testing Consortium）は、アルコール検知器の品質向上と普及を通じて、飲酒運転根絶と健康管理の提唱を目的に2015年4月8日に発足した協議会。
事務局を千葉県流山市西深井1028-14に置いている。

## 沿革
概略
- 2015年 - アルコール検知器協議会発足。

## 活動
- アルコール検知器の技術や品質の向上、ならびにアルコール検知器の普及啓発によって業界の地位の向上を図る。
- 関係官庁、各団体との会員相互の協調を通じて、アルコールの過剰摂取や短時間での大量摂取等に代表される飲酒問題の根絶に寄与することを目的とする。

## 機関誌
- 『アルコール検知器協議会リーフレット』